# Story of the Eye
L'histoire de l'œil és una novel·la de 1928 escrita per Georges Bataille que detalla les perversions sexuals cada cop més estranyes d'una parella d'amants adolescents, inclosa una primera representació del fetitxisme omorashi a la literatura occidental. Ho narra el jove mirant enrere les seves gestes.

## Resum de la trama
Story of the Eye consta de diverses vinyetes, centrades al voltant de la passió sexual existent entre el narrador adolescent i la Simone, la seva parella principal. Dins d'aquesta narració episòdica emergeixen dues figures secundàries: Marcelle, una noia de setze anys amb malaltia mental que arriba a un trist final, i Sir Edmund, un aristòcrata emigrat anglès voyeurista.
La història comença amb el narrador i la Simone que es troben a la seva vila tres dies després de ser presentades per primera vegada a través de les seves famílies que llunyanes. Poc després, Simone instiga al narrador a atrevir-se a seure en un plat destinat a la llet del gat, que guanya assegut al bol amb la vagina a la llet. Tots dos es masturben sense cap contacte físic i, després de palpar la seva vulva mentre la Simone descansa als braços de la seva mare, el narrador se'n va a casa i es masturba durant tota la nit. Això molesta a la Simone, i quan es troben l'endemà li fa prometre que no es masturbarà mai més sense ella. Comencen una relació sexual, encara que no hi ha conversa o penetració.
Mentre tenen sexe a la vora d'un penya-segat se'ls acosta la seva amiga Marcelle, que s'enfonsa plorant a l'herba en veure les seves acrobàcies sexuals poc ortodoxes. La Simone i el narrador procedeixen a violar la Marcelle i, quan comença a ploure, la Simone comença a masturbar-se en un bassal de fang.
Aproximadament una setmana més tard, la parella es troba amb Marcelle al carrer. La Simone demana disculpes pel que va passar al penya-segat i promet que mai més li posarà la mà a sobre. Marcelle accepta unir-se a ells, i uns quants adolescents més, per prendre el te a la vila de Simone; encara que en lloc de te beuen grans quantitats de xampany. La Simone, fent-se passar per morta, aposta perquè pot fer pipí en unes estovalles davant de tothom a la festa. Un dels nois desafia la seva aposta, i quan perd la Simone es treu els pantalons. Marcelle demana marxar, però el narrador repeteix la promesa de la Simone de no tocar-la. La Simone cau a terra i comença a tenir espasmes mentre demana al nen sense pantalons que li faci pipí. Marcelle anuncia que es vol treure el vestit, però després de ser tocada breument pel narrador es retira a un armari de núvia per masturbar-se. Es desenvolupa una violenta orgia i Marcelle s'enfada dins l'armari. Més tard encara, cobert de sang i talls, el narrador controla la Marcelle que crida de terror en veure l'escena coberta de sang i orina que s'havia dut a terme a la sala d'estar. Els crits continuats de Marcelle porten els pares dels adolescents a la vila, on Marcelle mossega la cara de la seva mare en un estat de deliri. Crida la policia i el narrador decideix robar els diners i l'arma del seu pare, fugir de casa i anar-se'n al bosc.
El narrador s'instal·la amb Simone, subornant els criats de les viles a canvi de menjar i informació sobre Marcelle. Ens assabentem que Marcelle ha estat ingressada en un hospital psiquiàtric, cosa que molesta a Simone. La parella elabora un pla per treure Marcelle de l'hospital, però el seu primer intent finalment no té èxit i Simone acaba malalta abans la seva fugida. Mentre està postrada al llit, la Simone descobreix un fetitxe per als ous i la seva experimentació culmina amb Simone posant-se un bullit suau a la vagina mentre es banya.
En el seu segon intent aconsegueixen treure Marcelle de l'hospital, però fa temps que el seu senderi ha desaparegut i és incapaç de discernir el que passa al seu voltant. Quan la porten de tornada a la vil·la, de seguida reconeix l'armari de l'orgia i té una crisi psicòtica que acaba amb Marcelle penjant-se a l'armari. La Simone estén el seu cadàver a la sala d'estar i la parella té sexe penetrant per primera vegada al costat del cadàver, i la Simone perd la seva virginitat.
Per escapar de les conseqüències legals del suïcidi de Marcelle, la parella fuig a Espanya on coneixen Sir Edmund, un aristòcrata depravat que està feliç d'adoptar el seu estil de vida. L'Edmund explica a Simone la tradició de l'aristocràcia de menjar-se els testicles d'un toro recentment assassinat mentre mira les corrides de toros i Simone demana que li donin els testicles crus d'un toro quan veuen el famós matador El Granero. Mentre Granero és empalat per un toro i li fa perdre l'ull dret de l'òrbita, la Simone li fica un dels testicles crus a la vagina i té un orgasme al mateix moment que El Granero mor.
Mentre feia turisme per Espanya, la Simone es mulla el vestit rient. A continuació visiten l'església de Don Juan, on Simone sedueix el sacerdot, Don Amindo, masturbant-se mentre confessa dins del confessionari. Després d'una varietat de disbauxa sexual amb el sacerdot, Sir Edmund emprèn una paròdia blasfèmica de l'Eucaristia catòlica que implica la profanació del pa i el vi amb l'orina i el semen de Don Aminado abans d'atrapar el sacerdot mentre Simone estreny Don Aminado fins a la mort durant el seu orgasme final. Simone demana l'ull dret del sacerdot i procedeix a introduir l'ull a la seva vagina. L'escena acaba amb el narrador veient l'ull de Don Amindo mirant-lo directament des de la vagina. S'escapen del càstig disfressant-se i baixant cap a Andalusia, on compren un iot tripulat per africans per continuar les seves aventures a l'estranger, i la història acaba.
En una postdata, Bataille revela que el personatge de Marcelle pot haver estat parcialment inspirat en la seva pròpia mare, que patia un trastorn bipolar, mentre que el pare del narrador també es basa en la seva pròpia relació paternal infeliç. En una edició en anglès, Roland Barthes i Susan Sontag proporcionen comentaris crítics sobre els esdeveniments.

## Barthes: metàfores de l'ull i del líquid
Roland Barthes va publicar la versió original francesa del seu assaig "Metaphor of the Eye" a la mateixa revista de Bataille Critique, poc després de la mort de Bataille el 1962. L'anàlisi de Barthes se centra en la centralitat de l'ull en aquesta sèrie de vinyetes, i observa que és intercanviable amb ous, testicles de bous i altres objectes ovulars dins de la narració. També traça una segona sèrie de metàfores líquides dins del text, que flueixen a través de llàgrimes, llet de gat, rovells d'ou, escenes d'orinar freqüents, sang i semen.
A més, argumenta que no creu que Story of the Eye sigui necessàriament una narració pornogràfica, atès que aquestes cadenes estructuradores de metàfores sí que proporcionen seqüències de base coherents.